# اخترماهی‌ها
اخترماهی (نام علمی: Galaxias) نام یک سرده از تیره اخترماهیان است.